# Terrestra Silverstream

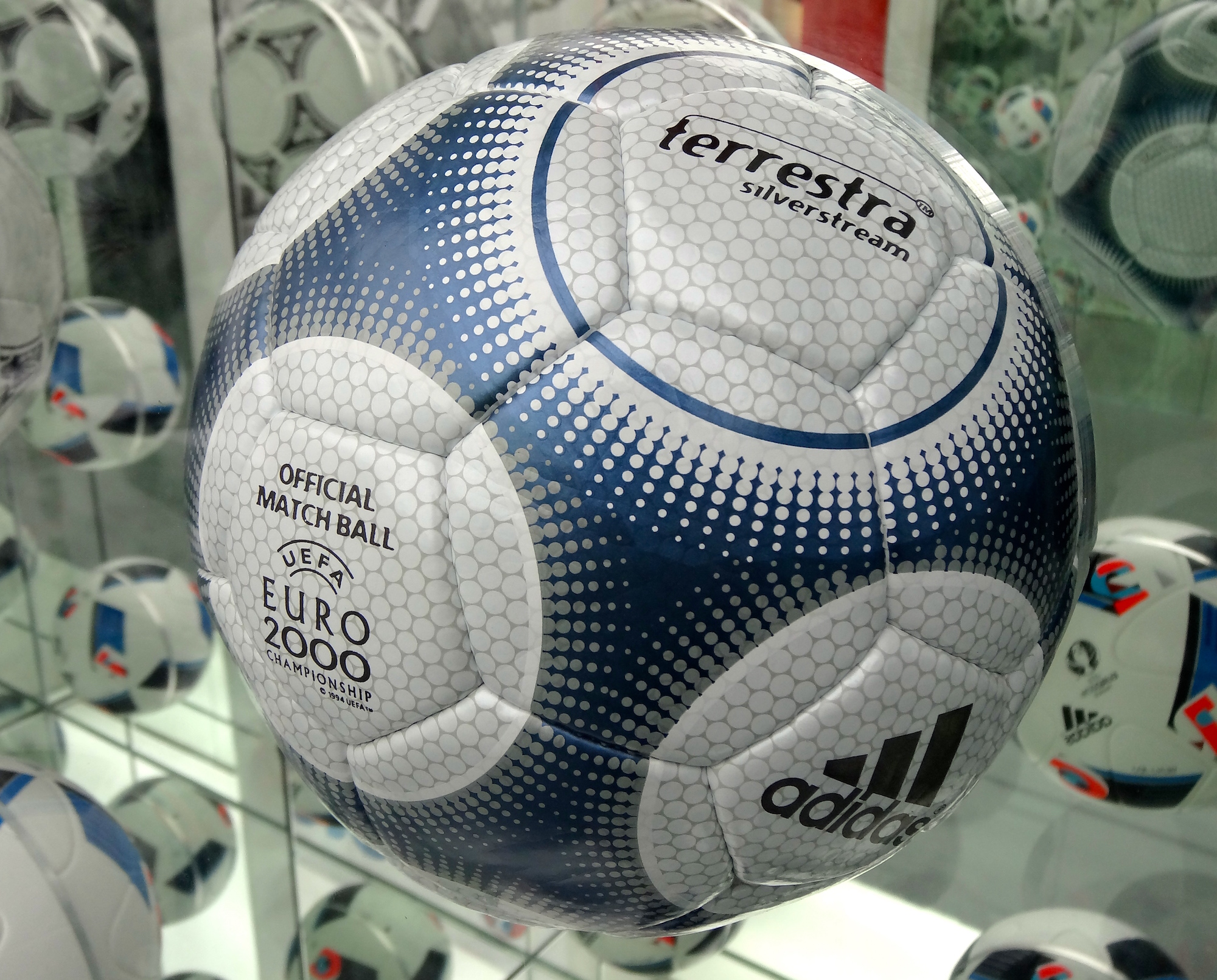
Terrestra Silverstream, der offizielle Spielball der EM 2000

Der Terrestra Silverstream ist der offizielle Spielball der Fußball-Europameisterschaft 2000 in Belgien und den Niederlanden. Der von Adidas hergestellte Fußball diente später als Grundlage für den Adidas Finale, den Spielball der UEFA Champions League seit der Saison 2000/01.

## Eigenschaften
Im Vergleich zu früheren Spielbällen wurden mit dem Terrestra Silverstream eine Reihe von Neuerungen eingeführt. Die Oberfläche des Balls ist mit einer ergonomischen Schaumschicht aus Polyurethan überzogen, was den Fußball weicher und einfacher zu kontrollieren macht. Zudem umzieht den Innenraum des Balls eine dünne Schicht aus gasgefüllten Mikrokugeln, welche die Wucht eines Stoßes gleichmäßig über den gesamten Ball verteilen. Diese Technik, welche für eine präzisere und leicht einschätzbare Flugkurve sorgt, kam später bei den Europa-/Weltmeisterschaftsbällen Fevernova und Roteiro erneut zum Einsatz.
Der Terrestra Silverstream war einer der letzten Spielbälle seiner Art, bei dem die einzelnen Sechs- und Fünfecke noch zusammengenäht wurden. Mit dem Roteiro bei der Fußball-Europameisterschaft 2004 wurden die Bälle zum ersten Mal thermisch verklebt.

## Design
Seinen Namen und sein Design verdankt der Ball den Flüssen in den Gastgeberländern Belgien und den Niederlanden. Aufgrund ihrer schimmernden Oberfläche in der Morgensonne wurden die Flüsse von den Einwohnern auch als "silver streams" bezeichnet. Diese streams finden sich auch im Design des Balles in Form von kleinen, silbernen Applikationen wieder.